# Giovanna d'Aragona (duchessa di Paliano)
Giovanna d'Aragona (Napoli, 1502 – Napoli, 11 settembre 1575) fu duchessa di Paliano, duchessa di Urbino ma senza seguito, marchesa d'Atessa e di Manoppello, duchessa di Tagliacozzo e Viceregina dell'Abruzzo, ed è nota per essere stata ritratta in una tela attribuita alla scuola di Raffaello Sanzio.

## Biografia

Stemma di famiglia

Giovanna era figlia di Ferdinando d'Aragona, duca di Montalto (a sua volta figlio illegittimo di Ferdinando I di Napoli e di Diana Guardato) e di Castellana Folch de Cardona. Era rinomata per la sua avvenenza: il filosofo Agostino Nifo la additò come modello di bellezza nel De pulchro & de amore, mentre il poligrafo Girolamo Ruscelli pubblicò una raccolta di trecento poesie scritte in suo onore; è stata inoltre ritratta in una tela attribuita alla scuola di Raffaello Sanzio, custodita al Louvre.
Nel 1521 venne data in sposa, per volere di Carlo V, ad Ascanio Colonna secondo duca di Paliano e conte di Tagliacozzo (1495-1555), irriducibile avversario di papa Clemente VII. Dal matrimonio nacque, fra gli altri, Marcantonio Colonna, il futuro vincitore della battaglia di Lepanto. Il matrimonio non fu molto felice. Giovanna aveva seguito il marito a Marino, ma fu trascurata dal coniuge; pertanto, nel 1538, con il consenso dell'imperatore, lo abbandonò ritirandosi dapprima nell'isola di Ischia. A Ischia fece parte del circolo che comprendeva anche Vittoria Colonna, sua cognata. Ebbe inoltre rapporti col circolo del riformatore spagnolo Juan de Valdés a Napoli. Ascanio Colonna chiese ai gesuiti che persuadessero la moglie a tornare da lui: Sant'Ignazio di Loyola inviò a Napoli per questo scopo il P. Bobadilla nel 1539 e il padre Araoz nel 1542, e infine si recò lui stesso da Giovanna nel 1552, ma senza successo.
Ritornata a Roma nel 1554, nel 1555 venne relegata assieme alle figlie a palazzo Colonna da papa Paolo IV il quale aveva il proposito di far sposare qualcuna delle figlie di Giovanna con propri nipoti. Il 31 dicembre 1555 Giovanna riuscì a fuggire clamorosamente da Roma con tutti i familiari rifugiandosi a Tagliacozzo. Il fatto suscitò scalpore; numerosi letterati, fra cui il Betussi, dedicarono componimenti di lode a Giovanna. Nel frattempo, essendo rimasta vedova il 24 marzo 1557, si dedicò ad appoggiare il figlio Marcantonio, favorendo fra l'altro il matrimonio di Fabrizio, figlio di Marcantonio, con Anna Borromeo, sorella di San Carlo e nipote dell'ex papa Pio IV. Dopo la morte, il suo corpo venne sepolto a Paliano.

## Il ritratto

Ritratto di Dona Isabel de Requesens, opera di Raffaello Sanzio, Museo del Louvre, Parigi. Il dipinto è stato a lungo ritenuto il ritratto di Giovanna d'Aragona

Il dipinto ad olio su tela di cm 120 x 90, attualmente nel Museo del Louvre, fu realizzato attorno al 1518, su commissione del cardinale Bernardo Dovizi da Bibbiena, e inviato in dono il 10 agosto 1518 a Francesco I di Francia. Alfonso I d'Este lo vide a Fontainebleau già nel novembre del 1518. Secondo Giorgio Vasari la testa era stata dipinta personalmente da Raffaello Sanzio; tuttavia lo stesso Raffaello, inviandone il cartone al duca di Ferrara, afferma che era stato dipinto interamente da un assistente che aveva inviato appositamente a Napoli su commissione di Lorenzo duca di Urbino per volere di Papa Leone X; l'assistente in questione è stato verosimilmente Giulio Romano. Qualche critico, tuttavia, ha rilevato la mano del maestro: Cavalcaselle individuò dei ritocchi finali di Raffaello, mentre Venturi ne attribuì a Raffaello l'invenzione. Venne restaurato da Francesco Primaticcio nel 1540.
Il Museo del Louvre identifica tuttavia la tela come Ritratto di Dona Isabel de Requesens.

## Discendenza
Giovanna d'Aragona e Ascanio I Colonna ebbero i seguenti figli:
- Fabrizio (1525–1551), morì all’assedio di Parma a soli 26 anni. Sposò Ippolita Gonzaga, figlia di Isabella di Capua e Ferrante I Gonzaga, conte di Guastalla;
- Prospero, morì prematuro;
- Vittoria, sposò il 5 aprile del 1536, García Álvarez de Toledo y Osorio, quarto marchese di Villafranca del Bierzo;
- Marcantonio (1535–1584), duca e principe di Paliano, nonché eroe della battaglia di Lepanto, il 29 aprile 1552 sposò Felice Orsini, figlia di Girolamo signore di Bracciano e di Francesca Sforza dei Conti di Santa Fiora;
- Gerolama (??- 1598), il 1º giugno 1559 sposò Camillo I Pignatelli, III duca di Monteleone e conte di Borrello;
- Agnese (1538–1578), sposò il 26 luglio 1558 Onorato Caetani, V duca di Sermoneta.

## Ascendenza
|                                                            |                                                                 |                                                             | Genitori                                                                     |  |  | Nonni |  |  | Bisnonni                           |  |  | Trisnonni                            |  |
|                                                            |                                                                 |                                                             |                                                                              |  |  |       |  |  | 8. Alfons V, re d'Aragona e Napoli |  |  | 16. Ferran I, re d'Aragona e Sicilia |  |
|                                                            |                                                                 |                                                             |                                                                              |  |  |       |  |  | 8. Alfons V, re d'Aragona e Napoli |  |  | 16. Ferran I, re d'Aragona e Sicilia |  |
|                                                            |                                                                 | 17. Leonor de Alburquerque                                  |                                                                              |  |  |       |  |  | 8. Alfons V, re d'Aragona e Napoli |  |  |                                      |  |
| 4. Ferran I, re di Napoli                                  |                                                                 |                                                             |                                                                              |  |  |       |  |  | 8. Alfons V, re d'Aragona e Napoli |  |  |                                      |  |
|                                                            |                                                                 | 9. Gueraldona Carlino                                       | 18. Enrico Carlino                                                           |  |  |       |  |  |                                    |  |  |                                      |  |
|                                                            |                                                                 | 9. Gueraldona Carlino                                       | 18. Enrico Carlino                                                           |  |  |       |  |  |                                    |  |  |                                      |  |
|                                                            |                                                                 | 9. Gueraldona Carlino                                       | 19. Isabella Carlino                                                         |  |  |       |  |  |                                    |  |  |                                      |  |
| 2. Ferdinando d'Aragona, duca di Montalto                  |                                                                 | 9. Gueraldona Carlino                                       |                                                                              |  |  |       |  |  |                                    |  |  |                                      |  |
|                                                            |                                                                 | …                                                           | …                                                                            |  |  |       |  |  |                                    |  |  |                                      |  |
|                                                            |                                                                 | …                                                           | …                                                                            |  |  |       |  |  |                                    |  |  |                                      |  |
|                                                            |                                                                 | …                                                           | …                                                                            |  |  |       |  |  |                                    |  |  |                                      |  |
| …                                                          |                                                                 | …                                                           |                                                                              |  |  |       |  |  |                                    |  |  |                                      |  |
|                                                            |                                                                 | …                                                           | …                                                                            |  |  |       |  |  |                                    |  |  |                                      |  |
|                                                            |                                                                 | …                                                           | …                                                                            |  |  |       |  |  |                                    |  |  |                                      |  |
|                                                            |                                                                 | …                                                           | …                                                                            |  |  |       |  |  |                                    |  |  |                                      |  |
| 1. Giovanna d'Aragona                                      |                                                                 | …                                                           |                                                                              |  |  |       |  |  |                                    |  |  |                                      |  |
|                                                            | 12. Antoni de Cardona-Anglesola i Centelles, barone di Bellpuig | 24. Ramon de Cardona i de Pinós, barone di Bellpuig         |                                                                              |  |  |       |  |  |                                    |  |  |                                      |  |
|                                                            | 12. Antoni de Cardona-Anglesola i Centelles, barone di Bellpuig | 24. Ramon de Cardona i de Pinós, barone di Bellpuig         |                                                                              |  |  |       |  |  |                                    |  |  |                                      |  |
|                                                            | 12. Antoni de Cardona-Anglesola i Centelles, barone di Bellpuig | 25. Catalina de Centelles y Urrea                           |                                                                              |  |  |       |  |  |                                    |  |  |                                      |  |
| 6. Ramon Folc III de Cardona i de Requesens, duca di Somma | 12. Antoni de Cardona-Anglesola i Centelles, barone di Bellpuig |                                                             |                                                                              |  |  |       |  |  |                                    |  |  |                                      |  |
|                                                            |                                                                 | 13. Castellana de Requesens i de Soler, baronessa de Liñola | 26. Galceran de Requesens i de Santacoloma, I barone di Molins de Rey        |  |  |       |  |  |                                    |  |  |                                      |  |
|                                                            |                                                                 | 13. Castellana de Requesens i de Soler, baronessa de Liñola | 26. Galceran de Requesens i de Santacoloma, I barone di Molins de Rey        |  |  |       |  |  |                                    |  |  |                                      |  |
|                                                            |                                                                 | 13. Castellana de Requesens i de Soler, baronessa de Liñola | 27. Isabel Joan de Soler                                                     |  |  |       |  |  |                                    |  |  |                                      |  |
| 3. Catalina Castellana de Cardona i de Requesens           |                                                                 | 13. Castellana de Requesens i de Soler, baronessa de Liñola |                                                                              |  |  |       |  |  |                                    |  |  |                                      |  |
|                                                            |                                                                 | 14. Galceran de Requesens i Joan de Soler, conte di Palamós | 28. Galceran de Requesens i de Santacoloma, I barone di Molins de Rey (= 26) |  |  |       |  |  |                                    |  |  |                                      |  |
|                                                            |                                                                 | 14. Galceran de Requesens i Joan de Soler, conte di Palamós | 28. Galceran de Requesens i de Santacoloma, I barone di Molins de Rey (= 26) |  |  |       |  |  |                                    |  |  |                                      |  |
|                                                            |                                                                 | 14. Galceran de Requesens i Joan de Soler, conte di Palamós | 29. Isabel Joan de Soler (= 27)                                              |  |  |       |  |  |                                    |  |  |                                      |  |
| 7. Isabel de Requesens i Enríquez, contessa di Palamós     |                                                                 | 14. Galceran de Requesens i Joan de Soler, conte di Palamós |                                                                              |  |  |       |  |  |                                    |  |  |                                      |  |
|                                                            |                                                                 | 15. Beatriz Enriquez de Velasco                             | 30. Alonso Enriquez de Guzmán, II conte di Alba de Liste                     |  |  |       |  |  |                                    |  |  |                                      |  |
|                                                            |                                                                 | 15. Beatriz Enriquez de Velasco                             | 30. Alonso Enriquez de Guzmán, II conte di Alba de Liste                     |  |  |       |  |  |                                    |  |  |                                      |  |
|                                                            |                                                                 | 15. Beatriz Enriquez de Velasco                             | 31. Juana Perez de Velasco                                                   |  |  |       |  |  |                                    |  |  |                                      |  |
|                                                            |                                                                 | 15. Beatriz Enriquez de Velasco                             |                                                                              |  |  |       |  |  |                                    |  |  |                                      |  |